# ديف مارتن (كاتب)
ديف مارتن (بالإنجليزية: Dave Martin)‏ هو كاتب سيناريو وكاتب بريطاني، ولد في 1935 في Handsworth, West Midlands ‏ في المملكة المتحدة، وتوفي في 30 مارس 2007 في بريدبورت ‏ في المملكة المتحدة بسبب سرطان الرئة.

## وصلات خارجية
- ديف مارتن على موقع IMDb (الإنجليزية)
- ديف مارتن على موقع ألو سيني (الفرنسية)
- ديف مارتن على موقع ميوزك برينز (الإنجليزية)
- ديف مارتن على موقع قاعدة بيانات الفيلم (الإنجليزية)
- ديف مارتن على موقع كينوبويسك (الروسية)